# Gros-bois
Pour l’article homonyme, voir Gros-bois (homonymie).
Dans le domaine de la sylviculture, on distingue (et commercialise) les bois selon leurs essences, mais aussi selon leurs classes de diamètres. De là les notions de petit-bois (PB), moyen-bois (BM); gros-bois (GB) et très gros bois (TGB) désignent les arbres dont les diamètres sont les plus gros.

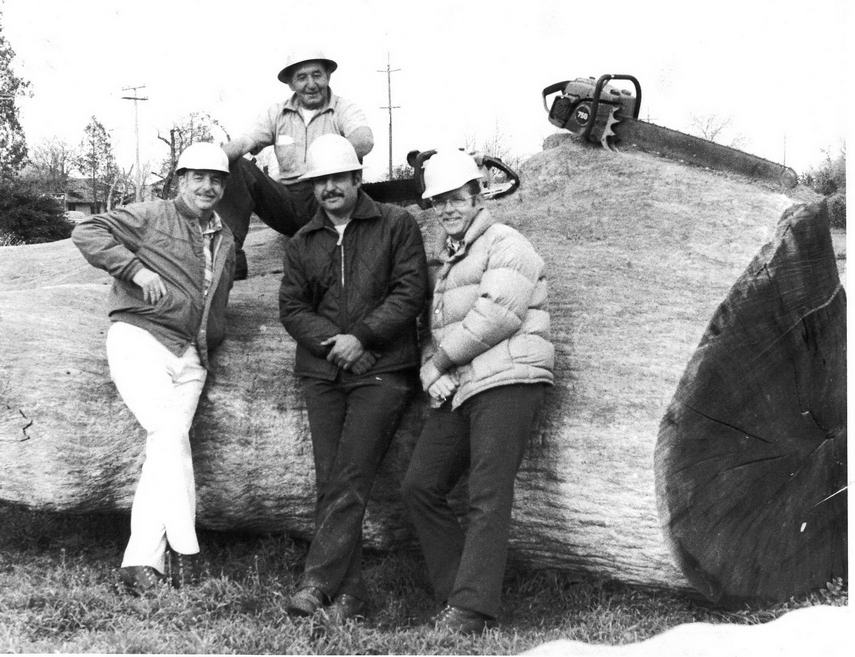
Exemple de diamètre caractérisant un arbre aujourd'hui qualifié de « très gros bois ».

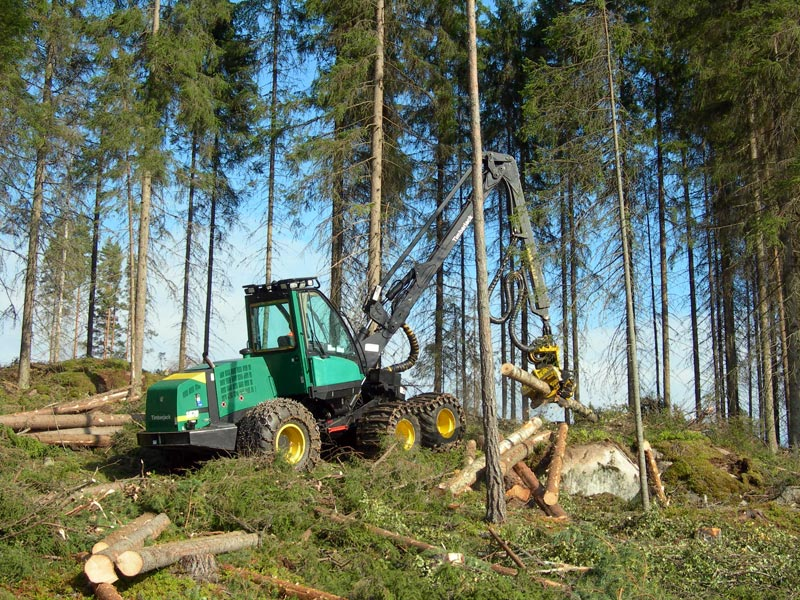
Les engins de coupe "modernes" ne sont pas adaptés aux gros et très gros-bois.

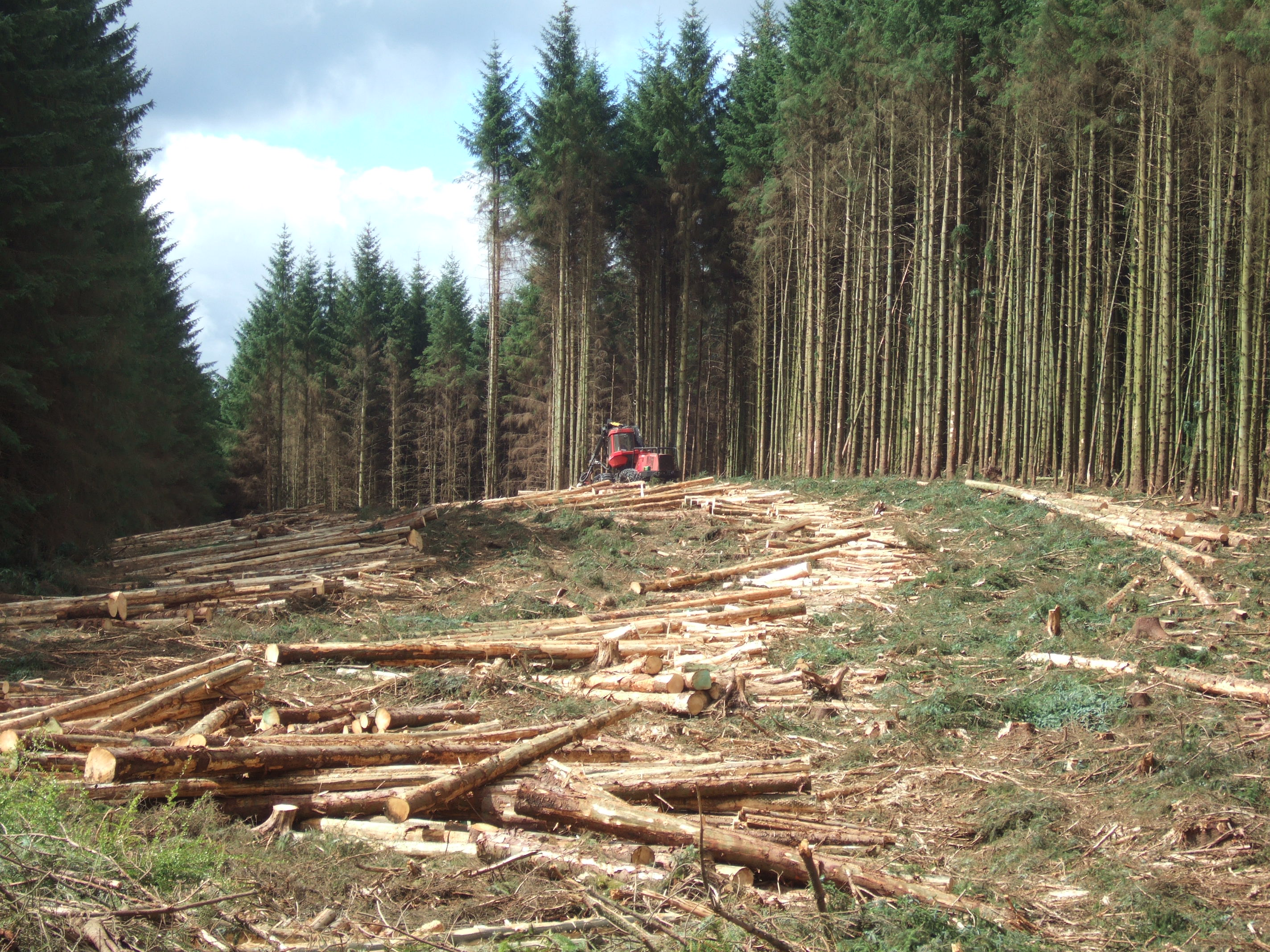
La mécanisation et les stratégies de coupe rase favorisent une exploitation rapide, à faible coût de main d'œuvre, mais valorisent mal les gros bois, pourtant potentiellement sources de bénéfices plus importants.

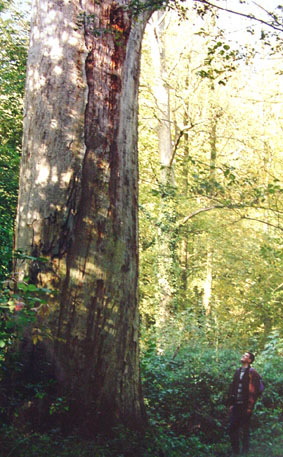
Exemple de très gros bois ; le Chêne de Bonsecours (Nord de la France, près de la frontière belge), qui aurait entre 700 et 900 ans vers l'an 2000, conservé durant des siècles par la famille des ducs de Croÿ

Le diamètre d'un arbre dépend, toutes choses égales par ailleurs, de :
- l'espèce (essence) ;
- l'âge de l'arbre (bien que le diamètre d'un arbre ne soit pas exclusivement lié à son âge) ;
- la qualité de sa mycorhization ;
- la teneur de l'air en CO2 ;
- l'exposition (ensoleillement) ;
- la santé de l'arbre et sa vulnérabilité ou son exposition aux attaques de parasites ou d'insectes défoliateurs etc.

## Notion relative
- relative à l'essence (certaines essences telle que le bouleau ou le sureau ne produisent jamais de bois de très large section, d'autres comme le chêne, à longue durée de vie peuvent produire des troncs très larges).
- relative à d'autres paramètres :

- au climat (les espèces poussant plus lentement en région subpolaire (taïga) et subdésertique. On considère dans ces régions comme gros bois des bois qui seraient classés normaux en zone tempérée). Quelque espèces (baobab par exemple) peuvent néanmoins produire des gros bois en région sèche.
- la richesse du sol en nutriments, son pH et sa teneur en eau,

## Enjeux et intérêts des gros et très gros bois
Ces bois présentent plusieurs intérêts
- économique, car ils assurent souvent le meilleur revenu du propriétaire forestier (plus-value croissante avec le diamètre de l'arbre jusqu'au stade du début de la sénescence. Ces bois sont recherchés par l'industrie, la construction et l'ébénisterie, malgré l'invention et diffusion du lamellé-collé et des bois reconstitués.
- paysager (rôle social et aménitaire, en contribuant à l'intérêt éco-paysager et paysager de la forêt).
- Puits de carbone
- production d'oxygène
- potentiel d'évapotranspiration,
- potentiel de production de fruits et graines (glands et faines pour les sangliers par exemple)
- Biomasse : ces arbres sont généralement utilisés comme bois d'œuvre et non pour produire du bois de feu ou du papier qui libèreraient rapidement le carbone qu'ils ont stocké. Face aux dérèglements climatiques, ils assurent donc un stockage de carbone à plus long terme dans les sols, dans le bois sur pied et dans les produits transformés ;
- éléments essentiels de la biodiversité forestière et du cycle de la sylvigenèse ; les gros arbres composent des écosystèmes âgés offrant des conditions nécessaires à une grande diversité biologique ; Leur nécromasse (outre leurs feuilles racines, leurs branches et leurs troncs produisent un bois-mort d'une qualité particulière, en particulier pour les bois durs ou moyennement durs restant longtemps debout sans geler à cœur). Par exemple en France, le gros-bois mort de chêne (sous forme de chandelle ou de bois mort au sol) abrite généralement beaucoup plus d'espèces d'invertébrés saproxylophage que s'il s'agissait de n'importe quelle autre essence[1]. 
Ces bois morts sont nécessaires à la survie de nombreuses espèces d'invertébrés menacés, et contribuent ensuite à la production d'humus forestier.
- habitat : ces arbres sont le support d'une grande quantité d'autres espèces (dont certaines épiphytes et lianes notamment) ne s'épanouissent que sur des arbres très gros et très vieux ;

## Éléments de définition
De manière générale on parle de gros bois pour des arbres dont le diamètre mesuré à 1,30 m au-dessus du sol dépasse un certain seuil (pouvant varier selon l'essence et le pays)

### En Europe
En 2008, l'AAE parle de gros bois pour les arbres dont le diamètre dépasse 70 cm dans le sud de l'Europe et au-dessus de 50 cm dans le nord de l'Europe (où les arbres poussent moins vite). 
L'AEE considère que le maintien de vieux arbres et le gros bois comme important pour la biodiversité et la gestion durable et que « bien que les valeurs liées à la biodiversité essentielles pour le bois mort ne soient pas précisément disponibles, on peut affirmer que la quantité de bois mort dans la plupart des pays (où les données sont disponibles) est assez faible ».

Pour les quelques pays ayant communiqué des statistiques sur ce point au « European National Forest Inventory Network », l'agence constate en 2008 qu'il existe une grande différence entre pays, et entre feuillus et résineux concernant le nombre de gros bois  par hectare.

### En France
L'inventaire forestier national (IFN), pour la France métropolitaine, classe en « gros bois » (GB) les arbres dont le diamètre à 1,30m de hauteur dépasse 47,5 cm. (mais pour FNE (France Nature Environnement), il s'agit d'arbre de diamètre (mesuré à 1,30 m) compris entre 42,5 ou 47,5 cm (selon l’essence et la région) et 62,5 ou 67,5 cm). 

Les « très gros bois » (TGB) sont ceux dont le diamètre dépasse 62,5 ou 67,5 cm (toujours selon l'essence et la région) 

Selon l'IFN toujours, les gros bois représentaient 23 % du volume sur pied en 2005, principalement concentrés dans le nord de la France (Régions Nord-Pas-de-Calais et Picardie), et surtout en forêt privée . Avec la promotion d'une sylviculture dynamique, ces gros bois pourraient avoir régressé entre 2005 et 2012.
- Pour les résineux FNE considère qu'on parle de gros-bois pour un diamètre compris entre 50 cm et 70 cm, et dépassant 70 cm pour les TGB[6] ;
- Mais certains CRPF classent les arbres de 40 à 60 cm comme « gros bois », et au-delà comme « très gros bois ».

Des catégories plus fines sont possibles, comme celles de Pro Silva France
1. Petits Bois (PB) : « arbres de diamètre à 1,30m sur écorce compris entre 17,5 et 27,5 cm » ;
2. Bois Moyens (BM) : « arbres de diamètre à 1,30m sur écorce compris entre 27,5 et 47,5 cm » ;
3. Gros Bois (GB) : « arbres de diamètre à 1,30m sur écorce compris entre 47,5 et 67,5 cm » ;
4. Très Gros Bois (TGB) : « arbres de diamètre à 1,30m sur écorce supérieur à 67,5 cm ».

Le sigle GTGB désignant par convention à la somme des deux dernières catégories (gros + très gros bois).
Remarque : l'industriel du sciage préfère parfois parler en  diamètre médian qu'en diamètre de surface terrière (mesuré à hauteur de poitrine).
Au regard des définitions de l'IFN ;
- Les forêts de France métropolitaine, dont domaniales, abritent plus de gros-bois que celles d'Europe du Nord (L'Inventaire Forestier National estime à 22 % du stock sur pied le gros-bois et très gros bois (les arbres poussent moins et moins vite près du cercle polaire).
- Le très gros bois constituerait 5 % des forêts en moyenne, avec de fortes disparités et des artéfacts tels que le gros bois de douglas (espèce introduite, sans intérêt écologique) alors que les gros bois de sapins et autres résineux autochtones sont en diminution.

En 2012, selon une carte établie à partir des statistiques de l'Observatoire national de la biodiversité, le taux de gros bois et de bois-mort varie très fortement en France selon les sylvo-écorégions. De manière générale, plus les forêts sont exploitées, moins il est présent , en dépit des consignes ou recommandations délivrés depuis plusieurs années (Directives ONF, recommandations PEFC).

### En Suisse
Un peuplement est classé en gros-bois (GB) dès que le diamètre des arbres « dominants » dépasse 50 cm.

## Ressources et exploitation
En France, l'IFN note que les arbres de ces diamètres (qui seraient considérés comme très moyens dans une forêt primaire tempérée normale) sont plus nombreux à être « capitalisés » dans les forêts publiques, en Corse (50 % des boisements) et dans les régions où les fonctions « aménitaires » de la forêt sont importantes (Bretagne, Aquitaine, Champagne-Ardenne, Picardie). Environ un tiers des 130 millions de m³ (recensés sur 452 000 ha) est constitué de GB et à moyen terme le volume de GB récolté dans cette région atteindra 40 % de l’ensemble des coupes (Pro Silva). Les gros bois de résineux (sapin, épicéa essentiellement) se trouvent surtout dans le Jura et les Vosges. Il est à noter que certains parcs urbains, alignements et parcs de châteaux sont riches en gros-bois, alors qu'en forêt, la tendance à convertir en futaies régulières le taillis sous-futaie qui prévalait jusqu'au XIXe siècle et qui est à l’origine de sacrifices d’exploitabilité, car interdisant à beaucoup d'arbres d'atteindre le stade de la maturité (et de rentabilité maximale).
Ces arbres ont une valeur rapportée à leur poids qui est généralement plus élevée que lorsqu'ils sont de diamètre inférieur.
Ils sont cependant très souvent coupés avant d'atteindre le stade « très gros bois » ou bois mort, ce qui limite leur intérêt pour les organismes saproxyliques et en particulier pour certains insectes saproxylophages dont la larve doit pouvoir vivre plusieurs années dans de gros troncs en décomposition (qui ne gèlent pas « à cœur »).
Le gros-bois est plus ou moins présent selon les contextes bioclimatiques, mais aussi selon les stratégies forestières nationales. Par exemple, dans un contexte géopédologique assez proche, la ressource disponible en 2003-2013, les Vosges françaises affichent environ 15 millions de m³ (60 % et 40 % dans Jura), alors qu'en Allemagne ce sont 40 millions de m³ (70 % d’épicéa 30 % de sapin) 